# Sheraton Lima Historic Center
El Sheraton Lima Hotel & Convention Center, conocido simplemente como Hotel Sheraton es un hotel de 5 estrellas ubicado en el Paseo de los Héroes Navales, primera cuadra del Paseo de la República en pleno centro de Lima, capital del Perú. El hotel posee 20 plantas y alcanza una altura de 70 metros.

## Historia
La compañía Sheraton Hotels & Resorts de origen estadounidense llegó al Perú a finales de los años 1960 y empezó la construcción de su hotel al costado sur del Centro Cívico de Lima donde antiguamente se ubicaba la Penitenciaría de Lima, construida por el arquitecto Michele Trefogli, conocida como el Panóptico. El edificio donde se construyó formó junto con la Torre de Lima del Centro Cívico una vista clásica del skyline limeño predominante durante la década de 1970.
El Hotel Sheraton, al estar ubicado en la Plaza de los Héroes Navales, ha tenido una participación activa en la vida política del Perú sirviendo de estrado de los mítines políticos que se han celebrado en dicha plaza. En el año 2000 se levantó el estrado durante la Marcha de los Cuatro Suyos.

## Instalaciones
El Hotel Sheraton cuenta en sus instalaciones con dos restaurantes, piscina, gimnasio e incluso una cancha de tenis. Asimismo cuenta con 431 habitaciones, incluyendo 21 suites y 2 habitaciones para discapacitados. Además de ello, tiene 7 salas de conferencias teniendo, la mayor de ellas, una capacidad superior a 1000 personas.